# Kris (fegyver)
A kris, krisz vagy keris jellegzetes, aszimmetrikus tőrtípus Indonéziában, Malajziában és a Fülöp-szigetek déli részén. Nem csak fegyver, spirituális tárgy is: egyes krisekről azt tartják, hogy olyan belső tartalmuk van, amely jót, vagy rosszat hoz.
A krisz Jáva szigetéről terjedt szét az Indonézia más részeire, mint Szumátra, Bali, Lombok, Szumbava, Dél-Sulawesi, Kalimantan, illetve a délkelet-ázsiai Malajziába, Bruneibe, a Fülöp-szigetekre, Thaiföld déli részére és Szingapúrba.
Hosszúságra, alakra sok változata létezik. A leginkább elfogadott elmélet szerint 1361 körül kezdték el használni. A bowie késtől és más harci késektől eltérően a kris nem hasításra, hanem szúrásra alkalmas fegyver.
2008-ban az indonéz krisz felkerült az UNESCO szellemi kulturális örökségének listájára (Masterpiece of the Oral and Intangible Heritage of Humanity).

## Kris, Keris vagy Krisz
Maga a "keris" terminus jávai eredetű. Valószínűleg egy régi jávai szóból, a ngerisből fejlődött ki, melynek jelentése szúr, átszúr, döf, bök. Az "e" betű nélkül használt kris szó az európai átírás. A "kris" szót gyakrabban használják a nyugati világban, míg a "keris" a tőr szülőföldjén népszerű. Az európai gyarmatosítók olykor egyéb helyesírással is használták. Magyarosítva a "krisz" helyesírás a megfelelő. (A krisz megnevezést használják a Fülöp-szigetek déli részéről származó Moro krisz kard esetében is, mely kevéssé különül el a szigetvilág egyéb területein fellelhető kriszektől.)

## Pengéje és markolata
A krisz pengéje általában keskeny, keresztvasa és kiindulási bázisa aszimmetrikus és széles. Különféle hosszúságúak lehetnek. A krisz pengéje lehet egyenes, vagy hullámos. A legtöbb hullámos pengéjű krisz kevesebb, mint 13 hullámmal rendelkezik. A kanyarulatok számának minden esetben páratlannak kell lennie, különben a krisz csak bajt és szerencsétlenséget hoz a gazdája számára. A különböző személyiségtípusokhoz eltérő számú hullámokkal rendelkező pengék tartoznak, melyek az egyén pozitív képességeinek elmélyítésében segítenek. Az utóbbi időben a nyugatiak számára a hullámos penge egyet jelent a krisszel, amiatt, hogy a turisták között ez vált igazán népszerű ajándéktárggyá. A bennszülöttek azonban az egyenes pengéjű kriszeket tartják többre, mivel azok általában a társadalom megbecsült tagjainak szolgálatában állnak. Így például egyenes pengéjű krisz birtokosa a dalang, a jávai árnybábjátékos, aki médiumként közvetít istenek, ősök és a hétköznapi emberek között.
A krisz és a tok több részből áll, melyek elnevezése területenként eltérő. A következő kifejezéseket főképp a jávai kriszekkel kapcsolatban használják: 
ukiran = faragott markolat;
patra = a markolat faragása; 
selut = nagyon díszes markolatelőtét (nincs minden kriszen); 
mendhak = díszes fémgyűrű a markolattüskén a markolat és a keresztvas között; 
wilah = penge; 
luks = a hullámos pengéken a kanyarulatok;
pocok = a penge hegye; 
peksi = markolattüske; 
ganja = keresztvas; 
wrangka = a hajó formájú széles felső része a toknak; 
gandar = a tok keskenyebb része, a hüvely; 
pendhok = fémlemez borítás a hüvelyen, a gandar-on; 
buntut = a pendok vége.
A markolat és a tok gyakran készül fából, de találhatunk elefántcsontból, más csontokból, kőből faragott markolatokat és aranylemezzel borított tokokat. Délkelet-Ázsia különböző területein egymástól eltérő stílusban készülnek a pengék, a markolatok és a tokok. Egy gyönyörű anyagot, a megkövesedett mamutcsontot - melyet graham-nak hívnak - is felhasználnak olykor a markolat és a wrangka kivitelezéséhez. A mamut zápfogának feldarabolásával mutatós mintázatot hozhatnak létre a kézművesek. Az öreg graham tokok szép narancs, fehér és bézs sávos mintázatúak.
A penge különböző vas fajtákból készül, és gyakran tartalmaz nikkelt. A fémrétegekből az empu (a szultáni palota szolgálatában álló, magas képzettségű kovács, kinek címe apáról fiúra öröklődik) és a pandai keris (a szultáni palotán kívül dolgozó, kevésbé nagy tudású kovács) készíti el a pengét. Néhány penge viszonylag gyorsan készül el, míg a legendás fegyverek elkészítése évekig vagy egy egész életen át is eltarthat. A jó minőségű kriszek esetében a penge fémjét akár százszor is meghajtják és a lehető legprecízebben kezelik. Vannak pengék, melyek magukon viselik a kovács hüvelykujjának vagy ajkainak lenyomatát, mely mintalevétel révén a kovácsolási eljárás alatt kerül bele egy pozitív forma belenyomásával. A különböző fémek összekovácsolása hozza létre a pengék egyedi mintázatát, mely általánosságban emlékeztet az olaj megfutására a víz tetején. Ezt pamor-nak hívják és megjelenése rokonságot mutat Damaszkusz indo-perzsiai pengéivel és a japán hada-val. A pengéket savval maratják a kovácsolás után, hogy a kriszhez felhasznált különféle fémek alkotta minták kontrasztosan megjelenjenek. A vasércforrás ritka malájföldön, különösen Jáván. Így az empu és a pandai keris a penge elkészítéséhez a szemétre került járművekből, szerszámokból, vasúti sínekből, a hollandoktól zsákmányolt ágyúkból és pengékből, napjainkban a bicikliláncokból juthat megfelelő minőségű acélhoz. Elbeszélésekből tudunk olyan pengékről, melyek meteoritfém belekovácsolásával készültek. Ez igen ritka volt és csak nagyon magas áron lehetett beszerezni spirituális jelentőségük és magas nikkeltartalmuk miatt.
A idegen krisz pengéjét sohasem szabad megfogni, ugyanis azokat gyakran méreggel kezelik. Kovácsolás közben kerülhetnek bele ásványi eredetű mérgek, melyek soha többé nem távolíthatóak el. A növényi és az állati eredetű mérgekbe kovácsolás után áztatják bele a pengéket, melyek hosszadalmas tisztítási művelet révén leoldhatóak.

## Eredete
A krisz története a délkelet-ázsiai faragásokból és reliefekből követhető nyomon. A leghíresebb templomok, melyeken a krisz feltűnik a Borobudur és a Prambanan. Sir Thomas Stamford Bingley Raffles (1782- 1826) Candi Sukuh-ról készített tanulmányából Frey arra következtetett, hogy a krisz ma ismert formája1361 körül alakulhatott ki. Számtalan teóriát találtak ki a krisz eredetére tudósok, gyűjtők és még sokan mások. Néhányan úgy vélik, hogy a krisz legkorábbi formájának, a madzsapahit krisznek a kialakulását a vietnámi Dong-Son kultúrából származó tőrök inspirálhatták Krisztus előtt 300-körül. Frey elutasította ezt, mivel szerinte a krisznek léteznie kellett egy a madzsapahit kriszt megelőző formája.

## Használata
Funkcionálisan a krisz nem vágó, illetve hasító fegyver, mint a vadászkések, vagy más tőrök, hanem szúró eszköz. A krisz által okozott seb minden esetben súlyos. A túlélési arány nagyon csekély, mivel hullámos pengéje szétroncsolja a belső szerveket, szétszabdalja a húst, mely azonnal befertőződik. Ezért, a hullámos pengét egész Európa területén embertelennek, barbárnak, kegyetlennek tartják. Markolata fogantyús, mely támaszul szolgál a döféshez. Megfelelő méretű, a kezet védő keresztvasa nincs. Ritka esetekben a krisz pengéjét úgy készítik el, hogy az a tengelye körül elfordulhasson a markolatban. Ennek célja az volt, hogy a penge automatikusan becsúszhasson a bordák közé. Ezek a fegyverek azonban gyengébbek és nem olyan tartósak. A jávai kriszharcos kriszét általában elrejtve hordja oldalán, melyet így szinte észrevétlenül használhat. Számos történet szól arról, hogy egyes kriszek speciálisan egy ember vagy egy népcsoport meggyilkolására lettek elkészíttetve. 
A krisz családi örökség, mely apáról fiúra száll. A kriszeket régebben ünnepségeken és hétköznapokon is egyaránt viselték. Általában egy férfi csak egy kriszt hord. Csatában azonban a harcosok hármat viselnek magukon. Az egyik a családi örökség, a második az apóstól származik, a harmadik pedig a sajátjuk. A harcos egy krisszel harcol, egyet a döfések kivédésre használ. Természetesen a kriszek gyakran eltörtek a csatákban és javításra szorultak. Az adott területtől függött, hogy a kriszt milyen anyaggal és stílusban javították meg, illetve egészítették ki. Ezért van az, hogy teljesen megszokott és az indonézek számára elfogadott, ha a krisz részei különböző tájegységekről származnak. Így például a penge lehet jávai, a markolat balinéz, a tok madurai. Vannak nők is, akik kriszt tartanak maguknál. A női kriszek mérete kisebb a férfi kriszeknél. Az egészen kicsiny méretűeket, a hajukba tűzve hordják. Hatékonyságuk nem marad el a korábban leírtakétól.
Malajzia és Indonézia számos területén a kriszt kivégzésekhez is használták. A speciális kivégző krisznek hosszú, egyenes pengéje van. A halálraítélt letérdelt a hóhér előtt, aki egy csomó gyapjút, vagy valamilyen hasonló anyagot helyezett el annak vállára és kulcscsontjára. Döféskor a penge átszúrta a gyapjút, a nyaki verőeret (subclavia) és a szívet. Kivonás közben a gyapjú tisztára törölte a pengét. A halál néhány másodperc alatt beállt.

## Kulturális hit: Legendák
Az egyik legismertebb jávai népmese a legendás kriszkovácsról Mpu Gandring-ról szól és türelmetlen megrendelőjéről Ken Arok-ról. Ken Arok, a kelet-jávai Szinghaszari Királyság kormányzója, egy nagyhatalmú kriszt rendelt Tunggul Ametung-nak, a Tumapel törzsfőnökének meggyilkolásához. Ken Arok amikor befejezettnek látta a kriszt, el akarta vinni. A kovács nem engedte, elmondta neki, hogy még rítusok sorát kell elvégeznie hónapokon keresztül, hogy a krisz ne csak erős legyen és mágikus, de hogy semmiképpen se váljon a "gonosz" erők fegyverévé. Ken Arok nem hitt neki és leszúrta az öreg kriszkovácsot.  Mpu Gandring haldoklása közben megátkozta, hogy a befejezetlen krisz ölje meg Ken Arokot és még hat generáción keresztül egy-egy leszármazottját. Az átok beteljesedett majd Mpu Gandring krisze örökre eltűnt.
A másik szintén igen kedvelt krisszel kapcsolatos történet a maláj irodalom egyik legnépszerűbb kriszjéről szól, a Taming Sari-ról, mely Artúr király Excaliburjával egyenértékű. Ezt a kriszt Hang Tuah, Malaka tartomány hadvezére kapta jutalmul, miután győzedelmet aratott a Madzsapahit Birodalom felett. Eredeti tulajdonosa Taming Sari, a Majapahit Birodalom egyik harcosa volt, akitől Hang Tuah egy trükkel elvette a kriszt, majd párbajban végzett vele. A Taming Sari sebezhetetlenséget kölcsönzött annak, aki birtokolta. A legenda szerint a krisz később Hang Jebat, Hang Tuah legjobb barátjának tulajdonába került. Hang Tuahot hamisan megvádolták árulásért, ami miatt Mansur Syah Szultán ki akarta végeztetni, azonban a miniszterelnök megmentette és elbujtatta őt. Az új hadvezér Hang Jebat lett. Hang Jebat fellázadt a szultán ellen, felrótta neki azt, hogy hazug tárgyalás révén ölette meg legjobb barátját. Hang Tuah - aki még mindig hűséges volt a szultánhoz - előbujt és megtámadta barátját. Eleinte folyamatosan Hang Jebat volt előnyben a mágikus krisznek köszönhetően. Hang Tuah tudta, hogy Hang Jebat-ot nem győzheti le amíg a Taming Sari a tulajdonában van, így trükkel rávette Jebat-ot arra, hogy pihentesse a Taming Sarit és neki adta pótkriszét. Tuah hamar leszúrta Jebat-ot, aki a krisz mérgétől pillanatokon belül meghalt. A Taming Sari 21 féle vasból készült. Feltehetőleg a több darabra tört Kába kő összetartását szolgáló pántok készítéséből megmaradt fém is bele lett kovácsolva.
Ha Hang Tuah-ot bármilyen támadás fenyegette, a csodálatos krisz képes volt kijönni a hüvelyéből és a levegőben repülve lecsapni a támadóra. A Taming Sari ma is létezik, Azlan Shah, a malajziai szultán tulajdonában a koronaékszerek között található.

## A kriszben lakozólélek
Az indonézek a kriszpengék nagy részére szinte élőlényként tekintenek, melyek különleges képességek birtokosai. A krisz kovácsolásakor az empu spirituális erőt, illetve egy lelket tud beleköltöztetni a pengébe a megrendelő óhaja szerint. Állítólag néhány krisz segített pusztító tüzek megállításában, teljesített kívánságot és elhárított számos problémát. Sokak szerint némelyik tőr képes a hegyére állni, ha mestere a nevén szólítja őt. A nyugati emberek nagy dilemmája, hogyan is áll meg mindegyik krisz a markolatán és a hegyén is. Van aki, arra tippel, hogy damillal rögzítik egy fotó erejéig, mások félnek mágikus erejétől. Fegyverszakértők véleménye szerint, a konstrukció művészi kialakítása hozza létre az egyensúlyt.
Azonban vigyázat, a kriszt ápolni kell, a benne lakozó lélekkel törődni kell. A pengét két-három havonta illatos olajjal ajánlatos kenegetni, a léleknek naponta, hetente nem árt bemutatni virág vagy gyümölcsáldozatot füstölőkkel kísérve. A kriszt nem helyezhetjük el akárhol és akárhogyan a lakásunkban, erre is megvannak a megfelelő szabályok. És persze azt is a kriszek határozzák meg, hogy hányat vehetünk meg belőlük. Bármi problémájuk van, jelzik gazdájuk felé. A harmónia a tulajdonos és a krisz között éppen olyan érzékeny, mint két ember között.
Ha a kriszpenge nem illik össze tulajdonosával, az még nem jelenti azt, hogy más számára sem lehet megfelelő. Kétféleképpen tesztelhetjük hogy kriszünk jó vagy rossz-e a számunkra. Először is egy levélen ejtett vágások vastagságából és elhelyezkedéséből. Másodszor, ha a párnánk alá helyezett kriszünkön alszunk. Ha rossz álmunk lesz, azon az estén, akkor a krisz csak szerencsétlenséget hozhat nekünk, ezért meg kell tőle válni. Elbeszélések szerint, ha nem alszunk rajta akkor kopogással, zörgéssel fogja jelezni az éjszaka folyamán, hogy ő nem hozzánk való.
A mágikus erővel bíró kriszeket rossz célra is fel lehet használni az indonézek hite szerint. Így például ha krisszel rámutatnak valakire, az azt jelenti, hogy nemsokára meg fog halni. Ilyen esetekben speciális rítusokat kell rendszeresen, vagy alkalmanként elvégezni, hogy a gonosz erőket távol tarthassák. Akire krisszel mutattak rá annak ünnepség keretein belül harcot kellett vívnia más kriszekkel egy rituális csatában. Végül egy kriszpenge hegyének megérintése semlegesíti a rontást.
Az indonézek hitének egy része persze félreértelmezésből ered. Például van egy kriszfajta Jáván, melyet Beras Wutah-nak hívnak és azt tartják róla, hogy a gazdájának éhezés nélküli könnyű életet adományoz. Valójában azonban ezt a kriszt a kormány hivatalnokai viselték, akiket részben, vagy teljesen élelmiszerrel, rizzsel fizettek meg.

## A mai kultúrában
- Frank Herbert sci-fi regénysorozatában, a Dűnében a fremen törzs hagyományos fegyvere a Kriszkés, amelynek nevét és formáját a kris inspirálhatta.

## Külső hivatkozások
- ANCIENT KERIS
- Keris Collectors Online
- A kriszről a Joglosemar-on
- Kriszek
- Kris-Keris